# Abietoideae

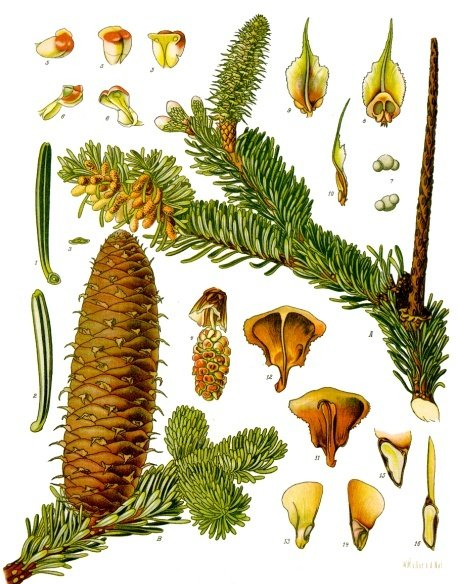
Abies alba (ilustração de Köhlers Medizinal Pflanzen, 1887)

Abietoideae é uma subfamília de coníferas da família Pinaceae cujo nom deriva do género Abies (abetos), que contém a maioria das espécies do agrupamento. Seis géneros são atualmente atribuídos a esta subfamília: Abies, Cedrus, Keteleeria, Nothotsuga, Pseudolarix e Tsuga. O grupo era anteriormente tratado como uma família separada, a Abietaceae, por alguns sistemas de classificação, entre os quais o sistema de Wettstein. Tem distribuição natural maioritariamente no Hemisfério Norte.

## Descrição
As espécies da subfamília Abietoideae crescem maioritariamente como árvores perenifólias, sendo que apenas o lariço-dourado (Pseudolarix amabilis) é uma caducifólia. As folhas são em forma de agulha.
Todos os representantes do grupo são espécies monoicas. Os cones de sementes não têm umbo e as escamas do cone têm uma base estreita. As sementes são castanhas e apresentam uma asa moderadamente séssil. Além disso, as sementes apresentam bolhas de resina.

## Sistemática
A subfamília Abietoideae foi estabelecida em 1826 por Robert Sweet em Sweet's Hortus Britannicus: or a catalogue of plants cultivated in the gardens of Great Britain, arranged in natural orders ..., página 372, como "Subordo Abietinae", embora o autor não tenha dado uma descrição exacta. Isto foi feito apenas numa recensão escrita por Sweet à obra publicada por Louis Claude Marie Richard em setembro-novembro de 1826, intitulada Commentatio Botanica de Conifereis et Cycadeis, na qual esta subfamília é listada como secção Abietineae.

### Composição
Existem seis géneros recentes (extantes) na subfamília Abietoideae, dois dos quais são monotípicos, consistindo em apenas uma espécie:
- Abies Mill., é o género tipo para esta subfamília.[3]
- Cedrus Trew
- Keteleeria Carrière
- Nothotsuga Hu ex C.N.Page, monotípico
- Pseudolarix Gordon, monotípico
- Tsuga Carrière

### Géneros e espécies
Abies - abetos
- Abies alba— abeto-prateado
- Abies amabilis— abeto-do-Pacífico
- Abies balsamea— abeto-balsâmico
- Abies beshanzuensis
- Abies borisii-regis
- Abies bracteata— abeto-de-santa-lúcia
- Abies cephalonica— abeto-grego
- Abies chensiensis
- Abies cilicica
- Abies concolor— abeto-do-colorado
- Abies delavayi
- Abies densa— abeto-do-butão
- Abies durangensis
- Abies fabri— abeto-de-Faber
- Abies fanjingshanensis
- Abies fargesii— abeto-de-Farges
- Abies firma— abeto-momi
- Abies flinckii— abeto-da-guatemala
- Abies forrestii— abeto-de-Forrest
- Abies fraseri
- Abies grandis— abeto-grande ou abeto-gigante
- Abies hickelii
- Abies holophylla— abeto-da-manchúria
- Abies kawakamii— abeto-de-taiwan
- Abies koreana— abeto-da-coréia
- Abies lasiocarpa
- Abies magnifica— abeto-vermelho
- Abies mariesii— abeto-de-Maries
- †Abies milleri— Eoceno inferior[4]
- Abies nebrodensis
- Abies nephrolepis
- Abies nordmanniana— abeto-do-cáucaso ou abeto-da-normandia
- Abies numidica— abeto-da-argélia
- Abies pindrow— abeto-pindrow
- Abies pinsapo— abeto-espanhol
- Abies procera— abeto-nobre
- Abies recurvata
- Abies religiosa
- Abies sachalinensis— abeto-de-sacalina
- Abies sibirica— abeto-siberiano
- Abies spectabilis— abeto-do-himalaia
- Abies squamata— abeto-escamoso
- Abies veitchii— abeto de Veitch
- Abies vejarii
- Abies yuanbaoshanensis
- Abies ziyuanensis

Cedrus - cedros
- Cedrus atlantica - cedro-do-atlas
- Cedrus deodara - cedro-deodara
- Cedrus libani - cedro-do-líbano

Keteleeria
- Keteleeria davidiana
- Keteleeria evelyniana
- Keteleeria fortunei

Nothotsuga
- Nothotsuga longibracteata

Pseudolarix - lariços-falsos
- †Pseudolarix arnoldii[5]
- Pseudolarix amabilis
- †Pseudolarix wehrii[5]

Tsuga - tsugas
- Tsuga canadensis – tsuga-do-canadá
- Tsuga caroliniana –tsuga-da-carolina
- Tsuga chinensis – tsuga-da-china
- Tsuga diversifolia – tsuga-do-norte-do-japão
- Tsuga dumosa – tsuga-do-himalaia
- Tsuga forrestii
- Tsuga heterophylla – tsuga-do-pacífico
- Tsuga mertensiana  – tsuga-de-montanha
- Tsuga sieboldii – tsuga-do-sul-do-japão
- Tsuga ulleungensis – tsuga-de-ulleungdo [6]